# パラダイスプラン

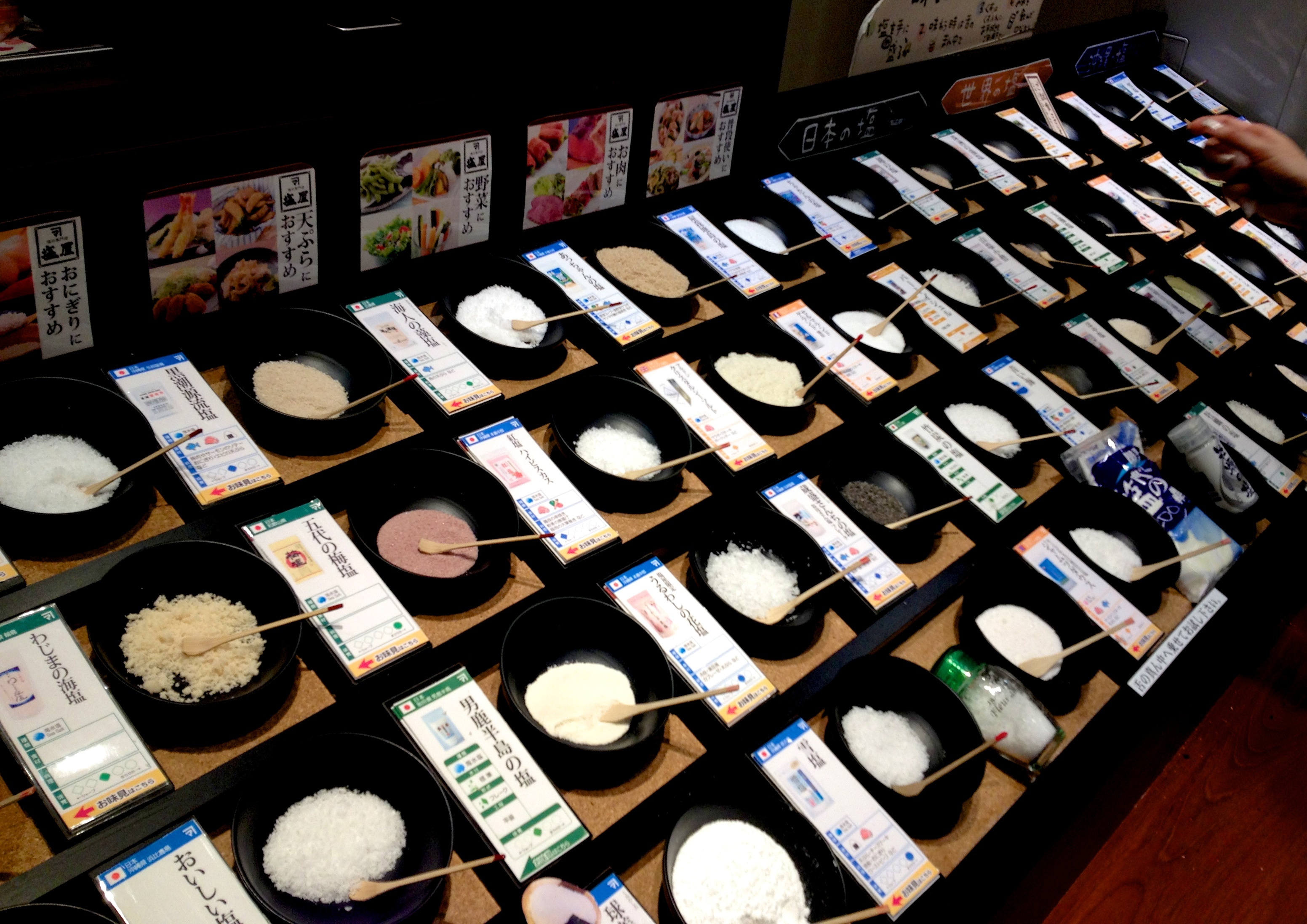
「塩屋」東京ソラマチ店

株式会社パラダイスプランは、沖縄県宮古島市に本社を置き、雪塩等の製造・販売等を行う企業である。

## 概要
宮古島の地下海水から製造したパウダー状の塩「雪塩」や、「雪塩」を使用した菓子、美容用品の製造・販売を行っており、また、日本初の塩専門店「塩屋」（まーすやー）、雪塩を使用した商品のアンテナショップ「雪塩ブランドショップ」、宮古島の特産品を販売する「島の駅みやこ」等を運営している。

## 沿革

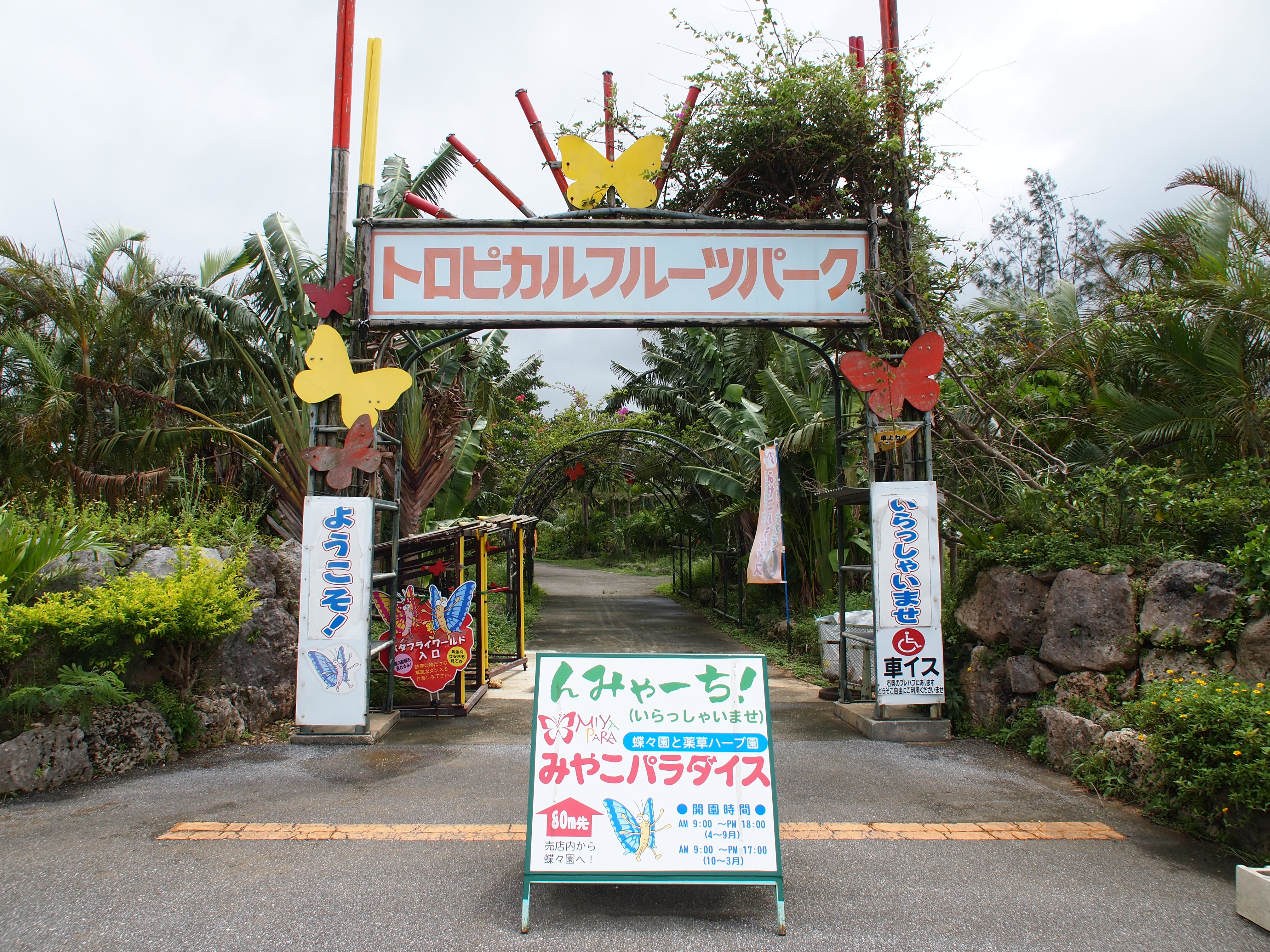
みやこパラダイス（2011年閉園）

創業者で宮古島出身の西里長治は、沖縄本島の沖縄県経済農業協同組合連合会（JA沖縄経済連）で働いていたが、26歳の時に宮古島に戻りみやこパラダイスを開園。しかし、集客は不調で2年で3,000万円以上の借金が残った。また、西里の父はサトウキビを使った新商品の会社を立ち上げたが、この事業もうまくいかなかった。
そんな時、西里は、塩の製造・販売の規制緩和に伴い自然塩ブームが起きていることに目を付けた。そして、井戸を掘って宮古島特有の岩盤に溜まった塩水混じりの地下水を汲み上げ、サトウキビ製品の加工のために導入した機械を使って製塩すると、パウダー状の塩ができ上がった。「雪塩」と名付けたこの塩の販売は成功し、以後、塩専門店の出店等も行っている

### 年表
- 1994年（平成6年）7月18日 - 有限会社パラダイスプランを造園管理会社として設立（資本金300万円）[3][7]。
- 1995年（平成7年）7月 - みやこパラダイス開園。資本金を1,500万円に増資[7][8][9][10]。
- 1997年（平成9年） - 関連会社として農業生産法人有限会社野原農園を設立[7][11][12]。
- 2000年（平成12年）
  - 8月 - 株式会社ダイチの会社清算に伴い、製塩事業を移管[3][7]。
  - 8月 - 「雪塩」がミネラル検出数世界一でギネス世界記録の認定を受ける[3]。
  - 9月 - 塩事業・観光事業・環境事業の3事業部門体制へ移行。資本金を2,300万円に増資[7]。
- 2001年（平成13年）
  - 8月 - 有限会社パラダイスプランを株式会社に改組[11][12]。
  - 11月 - 製塩所を平良市狩俣に移転[3]。
- 2003年（平成15年）12月 - 資本金を6,800万円に増資[3]。
- 2004年（平成16年）7月 - 「塩屋」石垣店開店[3]。
- 2006年（平成18年）2月 - 環境事業部を分離し、有限会社パラダイスアメニティを設立[3]。
- 2009年（平成21年）
  - 3月 - 菓子ブランド「雪塩菓房」立ち上げ[3]。
  - 10月 - 「雪塩菓房」宮古空港店開店[3]。
- 2011年（平成23年）
  - 3月 - 関連会社を再編し、株式会社パラダイスプランに統合[3]。
  - 7月 - 菓子製造工場宮古島ファクトリー稼働[3]。後に目的外使用
  - 11月30日 - みやこパラダイス閉園[8][9][10]。
- 2012年（平成23年）
  - 3月 - 旧みやこパラダイスのレストランを転用した菓子工場に目的外使用の可能性があることが発覚[13]。
  - 5月 - 東京スカイツリータウン内に「塩屋」東京ソラマチ店開店（東京初出店）[3]。
- 2013年（平成25年）
  - 3月2日 - 新光三越台北南西店に「塩屋」台北三越店開店（海外初出店）[3][14]。
  - 6月 - 「島の駅みやこ」開店[3][15]。
- 2014年（平成26年）6月 - 「雪塩菓房」が「雪塩ブランドショップ」にリニューアル[3]。
- 2015年（平成27年）8月 - 雪塩ミュージアムリニューアルオープン[3]。

## テレビ番組
- 日経スペシャル カンブリア宮殿 急拡大！料理が激ウマになる絶品塩ビジネス！ 宮古島発、故郷への愛が生んだ食卓革命（2017年11月9日、テレビ東京）- 当社を紹介。社長が出演[16]。